# Bet El
Bet El (hebräisch בית אל, deutsch: Haus Gottes) ist eine israelische Siedlung im Westjordanland mit 5.686 Einwohnern (Stand: Januar 2022). 2016 betrug die Einwohnerzahl 6.115. Sie wurde 1977 gegründet und liegt in der Region Benjamin, in den Bergen nördlich von Jerusalem, nordöstlich der palästinensischen Stadt Ramallah, im Süden grenzt die Siedlung an Al-Bireh.  Seit 1997 ist die Siedlung auch Verwaltungssitz der gleichnamigen Gemeindeverwaltung.
Bet El ist eine ideologische Hochburg des Gusch Emunim.
Die internationalen Organisationen und die Staatengemeinschaft erachten Bet El wie alle israelischen Siedlungen in den seit 1967 besetzten Gebieten als illegal gemäß geltendem Völkerrecht (IV. Genfer Konvention). Israel bestreitet jedoch, dass es sich um besetztes Gebiet handelt, in dem die IV. Genfer Konvention Gültigkeit hat.

## Geschichte
Der Ort Bet-El, auf den sich der Name der Siedlung bezieht, wird an 71 Stellen im Tanach erwähnt als der Ort, an dem Jakob von der Jakobsleiter träumte. Seit 1967 befinden sich an diesem Ort militärische Anlagen mit den Einrichtungen für die Militärverwaltung für das nördliche Westjordanland. Im November 1977 gründete eine kleine Gruppe von 15 israelischen Familien die Siedlung Bet El. 1997 wurden die beiden benachbarten Siedlungen Bet El Aleph und Bet El Bet mit Bet El vereinigt.
In Bet El befindet sich die israelische Zivilverwaltung für den Raum Ramallah/Al-Bireh (DCO Ramallah) im Militärlager.
Bet El befand sich einst an der Hauptstraße 60, die von Jerusalem über Al-Bireh nach Nablus führte. Seit der Zweiten Intifada ist die Straße zwischen Al-Bireh und Bet El gesperrt, nur Diplomatenfahrzeuge dürfen hier passieren. Die Straße Nr. 60 wurde weiter in den Osten, am Raum Ramallah vorbei, verlegt. Der palästinensische Verkehr Richtung Nablus fließt nun auf einer neuen Straße weiter im Westen.
Am 21. Oktober 2006 verlieh Bet El dem wegen Spionage für Israel zu lebenslanger Haft verurteilten Jonathan Pollard die Ehrenbürgerschaft.
Am 16. Januar 2014 betonte Benjamin Netanjahu erstmals, dass auch Bet El neben Ma'ale Adumim, Gusch Etzion und Ariel als vierter Siedlungsblock bestehen bleiben muss, wenn ein Friedensplan den Rückzug aus dem Westjordanland vorsieht. Donald Trumps Friedensplan von 2020 sah ebenfalls einen Verbleib von Bet El innerhalb Israels vor.

## Bevölkerung
1994 hatte Bet El 1230 Einwohner.
Die Bewohner von Bet El setzen sich zu großen Teilen aus französisch- und russischstämmigen Juden sowie zu kleineren Teilen aus indisch- und äthiopischstämmigen Juden zusammen. Die überwiegende Mehrheit der Bewohner sind ältere Personen.

## Landfrage
Nach einem Bericht der israelischen Organisation Schalom Achschaw befinden sich 96,85 % des Landes, auf dem die Siedlung errichtet wurde, in palästinensischem Privatbesitz; auch nach israelischer Rechtsauffassung hätte auf diesem Land nicht gebaut werden dürfen.

### Ulpana-Evakuierung
2008 beschwerten sich Palästinenser, dass Häuser des Viertels Ulpana auf ihrem Privatgrund errichten worden seien. Nach einem längeren Verfahren stellte der OGH schließlich fest, dass fünf Häuser tatsächlich illegal sind, auch nicht nachträglich legalisiert werden können, weil sie auf privatem Land stünden und daher bis zum 1. Mai 2012 abzureißen seien. Trotz eindeutiger Rechtslage ersuchte die Regierung den OGH, diese Entscheidung zu "überdenken". Dem wurde allerdings nicht stattgegeben, die Häuser mussten bis zum 1. Juli 2012 leer sein. Benjamin Netanjahu vergrößerte daraufhin seine Koalition, die dann versuchte, einen legislativen Ausweg mit einem neuen rückwirkenden Enteignungsgesetz zu finden. So ein Gesetz lehnte Netanjahu aber schließlich ab und beschloss die fünf abzureißenden Häuser, zusammen mit 300 zusätzlichen, auf dem angrenzenden Militärgelände neu zu erbauen. Zahlreiche Verwaltungseinrichtungen (Gericht, Genehmigungen, …) sind nämlich inzwischen vom Militärlager Bet El nach Ofer verlegt worden. Für die Errichtung von Nothäusern für die Betroffenen bedurfte es wegen "dringender und wichtiger militärischer Gründe" erstmals seit 33 Jahren keiner zivilen Baugenehmigung.
Schließlich wurden die Häuser bis zur gesetzten Frist evakuiert, der OGH gewährte jedoch noch über vier Monate Zeit, um die Häuser zu entfernen. Die Regierung hat nämlich geplant, die Bauwerke nicht abzureißen, sondern in Teile zu zerlegen und an einen neuen Standort zu transferieren. Ob dies technisch überhaupt möglich ist, ist jedoch nicht sicher.

### Dreinoff-Gebäude
2010 wurde festgestellt, dass zwei Häuser, die vom Bauherrn Meir Dreinoff ebenfalls auf privatem palästinensischem Land errichtet worden waren, abgebrochen werden müssen. Nach fünf Jahren Rechtsstreit mit dem OGH wurde dem Staat eine Frist bis 30. Juli 2015 für einen Abbruch gesetzt. Daraufhin wurde von der Zivilverwaltung eine rückwirkende Baugenehmigung erteilt. Die Siedlerbewegung und auch die Regierung versuchten darauf den Abriss zu verhindern. Doch der OGH wies trotz des politischen Drucks den Einspruch des Bauherrn am 29. Juli 2015 endgültig ab, worauf die Häuser tatsächlich abgerissen wurden.

### 650 Wohnungen
Ministerpräsident Benjamin Netanjahu legte am 8. August 2019 den Grundstein für den Bau von weiteren 650 Wohnungen in Bet El. „Wir haben versprochen, Hunderte von Hauseinheiten zu bauen“, erklärte Netanjahu. Er sagte: „Heute machen wir das, weil wir es versprochen haben, und weil es unsere Mission ist, die Nation Israel in unserem Land zu etablieren, unsere Souveränität über unser historisches Heimatland zu sichern.“